# 玉露

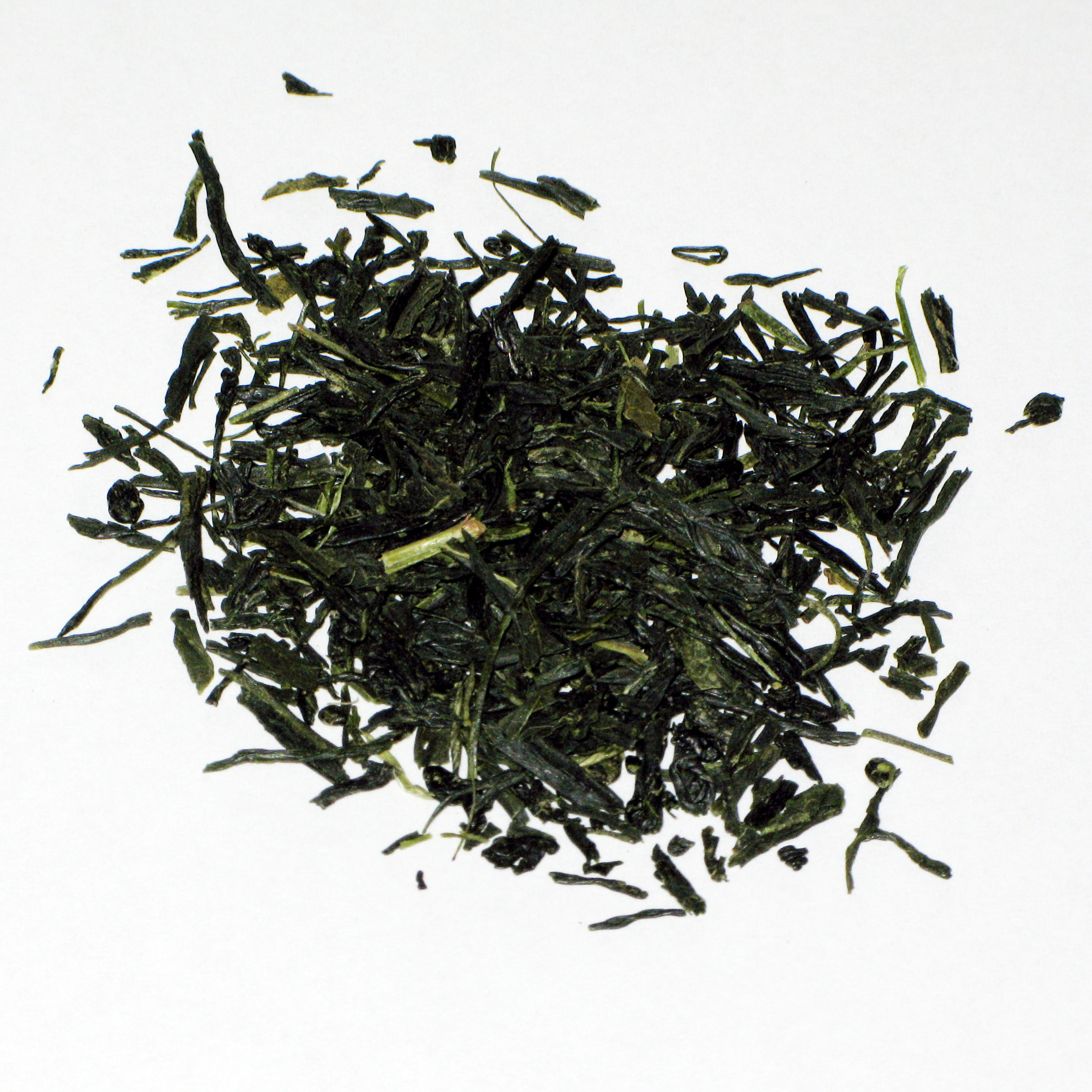
玉露の茶葉

玉露（ぎょくろ）とは、日本茶の一種。日本茶業中央会「緑茶の表示基準」では「一番茶の新芽が伸び出した頃からよしず棚などにコモ、藁、寒冷紗などの被覆資材で20日程度覆って、ほぼ完全に日光を遮った茶園（「覆下園」）から摘採した茶葉を煎茶と同様に製造したもの」と定義されている。
一般的に茶において旨味の要因となるテアニンは根で生成され、幹を経由して葉に蓄えられる。テアニンに日光があたると渋みの原因となるカテキンに変化する。すなわち、玉露の原料となる茶葉は、収穫の前（最低二週間程度）日光を遮る被覆を施されることにより、テアニンなどのアミノ酸が増加し、逆にカテキン類（いわゆるタンニン）が減少させる効果がある。

## 由来
「玉露」の名前は、製茶業者山本山の商品名に由来。
天保6年（1835年）に山本山の六代山本嘉兵衛（徳翁）が18才のとき、宇治郷小倉村の木下吉右衛門の茶製造場に行ったとき、自ら手をくだして蒸葉をかき混ぜてみた。乾燥するにつれて手につき小団形の茶が出来上がった。職人たちと数度再現し、試飲するに気品ある風味と鮮麗な色沢ある甘露のような茶が得られたので、嘉兵衛は「玉露」と命名。江戸に帰って諸侯、旗本、茶人、識者等に贈った。すると忽ち絶賛の声が集まり、最上品として広く愛用。江戸名物の1つとなって拡がった。当時は茶葉を露のように丸く焙っていた。その後、明治初期に製茶業者の辻利右衛門（辻利）が現在行われる棒状に焙る形を完成した。
なお、京都府宇治市の巨椋神社境内には山本嘉兵衛の逸話に因み「玉露製茶発祥の碑」が建立されている。

## 特徴・品種
玉露は日本の煎茶として高級のものと考えて良いが、品評会等では一般的な煎茶とは別のものとして扱われる（煎茶の狭義と広義の説明を参照）。飲用に際して、玉露の滋味と香気の特徴を活かすには、60℃程度の低温（茶葉によっては40℃前後まで温度を下げる場合もある）の湯で浸出することが重要である。玉露はその甘みが特徴であり、高温の湯で淹れると苦味成分まで抽出してしまう。
煎茶道ではこれらの性質を踏まえ、玉露の点前において、最初に湯冷ましに注ぐなどして冷ました低温の湯を用いて甘みを出し、その後に高温の湯を用いて苦味を味わう「二煎出し」を行う流派が多い。二煎目に中間程度の湯で渋みを出す手順を加えた「三煎出し」の点前を持つ流派も存在するが、1回の点前に必要な時間が延びる・茶葉によっては二煎目までに成分がほぼ浸出しきってしまう等の問題があるため、大規模な茶会では「二煎出し」が主流となっている。用いる急須は小ぶりな後手や宝瓶（泡瓶）が用いられることが多く、茶碗も煎茶用に比して小さい。
茶木の品種についても、煎茶をはじめとする日本茶ではヤブキタを使用するものが多いが、玉露には、アサヒ、ヤマカイ、オクミドリ、サエミドリなど、個性の強い品種が使われることが多い。玉露の呼び名自体に特に規定があるわけではなく、特に茶飲料の「玉露入り」に配合されている茶葉は、棚を作らず化学繊維で茶の木に直接カバーを掛け、かつ被覆日数の浅いかぶせ茶に近い物である場合も多い。
そのため、最大の玉露産地である福岡県八女地域では特に、以下の条件を満たす茶葉について「伝統本玉露」と呼んで区別している。
- 茶樹の枝を剪定をせず、芽を自然に伸ばし、
- 稲藁で、茶の木と距離を取った棚から被覆し、
- しごき摘みで一心二葉を手摘みした

全国茶品評会に出品されている高品質の玉露は、全て伝統本玉露である。

## 生産

### 玉露とかぶせ茶
日本茶業中央会「緑茶の表示基準」（2019年版）では「緑茶」と「かぶせ茶」を区別している。
- 緑茶：「一番茶の新芽が伸び出した頃からよしず棚などにコモ、藁、寒冷紗などの被覆資材で20日程度覆って、ほぼ完全に日光を遮った茶園（「覆下園」）から摘採した茶葉を煎茶と同様に製造したもの」[2]
- かぶせ茶：「摘採前7日程度藁や寒冷紗などの被覆資材で覆った茶園から摘採した茶葉を煎茶と同様に製造したもの」[2]

2008年、三重県の玉露の生産量が前年に比べ40倍以上になった（2008年132t、2007年3t) 。
| -    | おおい茶 玉露(t) | (前年比%) | おおい茶 かぶせ茶(t) | (前年比%) | おおい茶 てん茶(t) | (前年比%) |
| ---- | ---------------- | --------- | -------------------- | --------- | ------------------ | --------- |
| 静岡 | 12               | 109       | 132                  | 103       | 211                | 105       |
| 三重 | 132              | 4400      | 1660                 | 119       | x                  | x         |
| 京都 | 140              | 95        | 170                  | 89        | 791                | 102       |
| 福岡 | 99               | 103       | 476                  | 99        | 4                  | 67        |
| 熊本 | 16               | 200       | 40                   | 93        | -                  | -         |

これは従来の玉露が「一番茶の新芽が伸び出した頃からよしず棚などに藁や寒冷紗などで茶園を20日前後覆い、ほぼ完全に日光を遮った茶園（「覆下園」）から摘採」とするのに対し、三重県は直接シートかけて20日程度遮光した茶葉のうち品質の高いものも玉露と認定し、従来かぶせ茶に当っていた茶が玉露とされたことによる。これに対し福岡県、京都府、静岡県の生産団体が、消費者の混乱を招きかねず従来基準通り玉露と「直接掛け」のかぶせ茶と区別するべきと反対した。玉露とかぶせ茶の販売価格差は大きく玉露は100g1,500〜3,000円で販売され、かぶせ茶の3倍ほどという。
農水省の2009年以降の統計では玉露、かぶせ茶、てん茶を一括でおおい茶とし、「おおい茶については、近年増加している20日前後の直接被覆による栽培方法の扱いが明確化するまでの間、暫定的に玉露、かぶせ茶及びてん茶を一括しておおい茶として表章する」としている。
その後、日本茶業中央会が定めた「緑茶の表示基準」では「緑茶」と「かぶせ茶」を先述のように区別している。

### 副産物
玉露荒茶から玉露を作る過程で取り除かれる部位をあつめた茶がある。雁ヶ音、白折は、茎や葉軸の部分を集めた茎茶の一種である。葉に比べて光合成反応が少ない部位のためテアニン濃度が高いと考えられ、香・味の成分も玉露に劣らず含まれる。玉露芽茶は、芽や葉の先端がちぎれて丸まった断片などを集めたものである。玉露とは色、味の濃さや抽出時間などに違いが出るが、これも茶葉そのものの品質や味が劣るものではない。いずれも副産物のため一級品ではないとされ、また認知度も低いことから玉露に比べ安価である。

### 備考
良く似た商品名として佐賀県、長崎県、鹿児島県等で作られる「玉緑茶（たまりょくちゃ。グリ茶とも）」という物があるが、これは製造工程に「精揉（形をまっすぐに整える）」が存在しない、茶葉が丸みを帯び、淹れた煎茶の味に渋みが少ない茶葉の事であり、玉露とは関係ない。